# Doellingeria
Doellingeria là một chi thực vật có hoa trong họ Cúc (Asteraceae).

## Loài
Chi Doellingeria gồm các loài: